# Cryptonanus chacoensis
Cryptonanus chacoensis e вид опосум от семейство Didelphidae. Видът се среща в Парагвай, части от Бразилия и Аржентина и съвсем малки участъци от Боливия и Уругвай. Местообитанията му открити ливади и гори със сезонен характер. Наблюдавани са на надморска височина от 40 до 1800 m.